# Afrikai valutaközösségi frank
Az Afrikai valutaközösségi frank egy korábban a francia frankhoz, ma az euróhoz kötött árfolyamú pénznem.

## Története
1945-ben vezették be, és a francia frankhoz kötötték az árfolyamát. Két változata a nyugat-afrikai és a közép-afrikai frank létezik, de csak kinézetükben, tulajdonságukban megegyeznek.
A tervek szerint, 2027-ben a nyugati országok bevezetik az ecót.

## Kritikák
A pénznemnek a 21. század elején már sok ellenzője akadt. A valutaközösségnek szűkös monetáris mozgástere van, Franciaország az árfolyam rögzítéséhez komoly feltételeket szab. Az országoknak külföldi devizatartalékuk 50 százalékát a francia kincstárban kell tartaniuk valutaközösségi frankban, a kibocsátásért felelős országok számára nyitott számlán. 2019-ben összesen 4,1 milliárd eurónyi valutaközösségi frank van a francia kincstár széfjeiben. További feltétel, hogy az Európai Központi Bank irányadó kamatához kell igazítani a valutaközösségi frankbeli országok kamatait is. A 2010-es évek végén az euró erős pénznem, így a valutaközösségi frank is az. Emiatt viszont gyenge a versenyképessége ezen országoknak.
Cheikh Ahmed Bamba Diagne szenegáli közgazdászprofesszor viszont egyik tanulmányában kifejti, hogy miért nem jó elhagyni a valutaközösségi frankot. Mali 1962-1984 közötti időszakban nem volt a közösség tagja, és a gazdasága meredeken esett. Ma is Mali az egyik legszegényebb afrikai ország. Másik ország, amelyről a tanulmány említést tesz, az Guinea, amely 1960-ban lépett ki a valutaközösségből. 2010-es évek végén a valutaközösségi frankot használó Szenegál 16, míg Guinea 8 milliárd amerikai dollárnyi GDP-t termel. Cheikh Ahmed Bamba Diagne szerint a Nyugat-Afrikai Gazdasági és Monetáris Unió 2019-ben a világ legstabilabb pénzügyi övezete.

## Érmék

### Közép-afrikai érmék

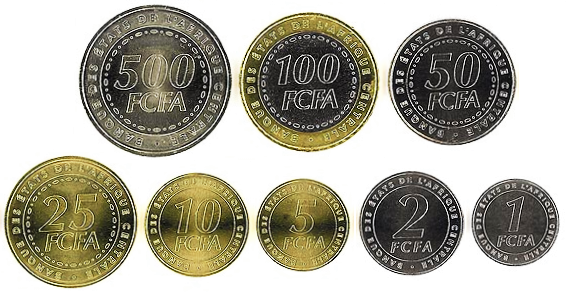
Közép-afrikai frank

| Névérték  | Műszaki paraméterek | Műszaki paraméterek | Műszaki paraméterek | Műszaki paraméterek                         | Leírás                | Leírás                                               | Leírás                    | Kibocsátás dátuma |
| Névérték  | Átmérő              | Vastagság           | Tömeg               | Összetétel                                  | Perem                 | Előlap                                               | Hátlap                    | Kibocsátás dátuma |
| --------- | ------------------- | ------------------- | ------------------- | ------------------------------------------- | --------------------- | ---------------------------------------------------- | ------------------------- | ----------------- |
| 1 frank   | 14,94 mm            | 1,39 mm             | 1,65 gramm          | rozsdamentes acél                           | sima                  | "BANQUE DES ÉTATS DE L'AFRIQUE CENTRALE" és névérték | két kakaócserje és maniók | 2006              |
| 2 frank   | 18 mm               | 1,4 mm              | 2,45 gramm          | rozsdamentes acél                           | sima                  | "BANQUE DES ÉTATS DE L'AFRIQUE CENTRALE" és névérték | két kakaócserje és maniók | 2006              |
| 5 frank   | 15,9 mm             | 1,65 mm             | 2,41 gramm          | sárgaréz                                    | sima                  | "BANQUE DES ÉTATS DE L'AFRIQUE CENTRALE" és névérték | két kakaócserje és maniók | 2006              |
| 10 frank  | 18 mm               | 1,67 mm             | 3 gramm             | sárgaréz                                    | érdes                 | "BANQUE DES ÉTATS DE L'AFRIQUE CENTRALE" és névérték | két kakaócserje és maniók | 2006              |
| 25 frank  | 22,75 mm            | 1,55 mm             | 4,2 gramm           | sárgaréz                                    | érdes                 | "BANQUE DES ÉTATS DE L'AFRIQUE CENTRALE" és névérték | két kakaócserje és maniók | 2006              |
| 50 frank  | 22 mm               | 1,93 mm             | 5 gramm             | rozsdamentes acél                           | bevésett              | "BANQUE DES ÉTATS DE L'AFRIQUE CENTRALE" és névérték | két kakaócserje és maniók | 2006              |
| 100 frank | 24 mm               | 2 mm                | 6 gramm             | központ: rozsdamentes acél, gyűrű: sárgaréz | érdes                 | "BANQUE DES ÉTATS DE L'AFRIQUE CENTRALE" és névérték | két kakaócserje és maniók | 2006              |
| 500 frank | 26 mm               | 2,03 mm             | 8 gramm             | Réz-nikkel                                  | CEMAC betűk a peremen | "BANQUE DES ÉTATS DE L'AFRIQUE CENTRALE" és névérték | két kakaócserje és maniók | 2006              |

### Nyugat-afrikai érmék

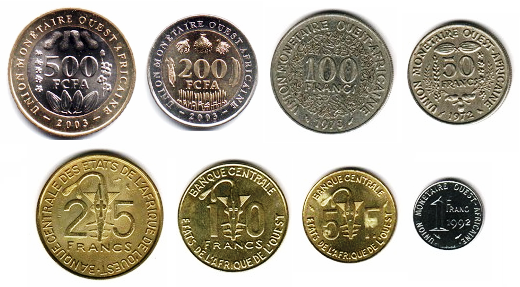
Nyugat-afrikai frank

| Névérték  | Műszaki paraméterek | Műszaki paraméterek | Műszaki paraméterek | Műszaki paraméterek                   | Leírás | Leírás                                                                                                 | Leírás                                                                                 | Kibocsátás dátuma  |
| Névérték  | Átmérő              | Vastagság           | Tömeg               | Összetétel                            | Perem  | Előlap                                                                                                 | Hátlap                                                                                 | Kibocsátás dátuma  |
| --------- | ------------------- | ------------------- | ------------------- | ------------------------------------- | ------ | --- | -------------------------------------------------------------------------------------- | ------------------ |
| 1 frank   | 15 mm               | 1,5 mm              | 1,65 gramm          | acél                                  | sima   | névérték, a BCEAO logója; BANQUE CENTRALE DES ETATS DE L’AFRIQUE DE L’OUEST felirata                   | megnevezés és a kiadás dátuma; szöveg "UNION MONETAIRE OUEST-AFRICAINE"                | 1976               |
| 5 frank   | 20 mm               | 1,5 mm              | 3 gramm             | alumínium, nikkel, bronz              | sima   | névérték, a BCEAO logója; BANQUE CENTRALE DES ETATS DE L’AFRIQUE DE L’OUEST felirata                   | gazella, kiadás dátuma                                                                 | 1965               |
| 10 frank  | 23,5 mm             | 1,57 mm             | 4 gramm             | alumínium-bronz                       | sima   | névérték, a BCEAO logója; BANQUE CENTRALE DES ETATS DE L’AFRIQUE DE L’OUEST felirata                   | Két nő és egy gyerek vizet pumpál; kiadás dátuma                                       | 1981               |
| 25 frank  | 27 mm               | 2,2 mm              | 8 gramm             | alumínium-bronz                       | érdes  | névérték, a BCEAO logója; BANQUE CENTRALE DES ETATS DE L’AFRIQUE DE L’OUEST felirata                   | Laboratóriumi asszisztens folyadékot önt egy kémcsőbe; kiadás dátuma                   | 1980               |
| 50 frank  | 22 mm               | 1,6 mm              | 5 gramm             | réz-nikkel                            | érdes  | névérték, a BCEAO logója; BANQUE CENTRALE DES ETATS DE L’AFRIQUE DE L’OUEST felirata                   | bab, diófélék, megnevezés és a kiadás dátuma; szöveg "UNION MONETAIRE OUEST-AFRICAINE" | 1972               |
| 100 frank | 26 mm               | 1,5 mm              | 7,07 gramm          | nikkel                                | érdes  | névérték, a BCEAO logója; BANQUE CENTRALE DES ETATS DE L’AFRIQUE DE L’OUEST felirata                   | megnevezés és a kiadás dátuma; szöveg "UNION MONETAIRE OUEST-AFRICAINE"                | 1967               |
| 200 frank | 24,5 mm             | 2 mm                | 7 g                 | központ: sárgaréz, gyűrű: kuprónikkel | érdes  | BCEAO logója, faragott dombormű, fűrészhal, BANQUE CENTRALE DES ETATS DE L’AFRIQUE DE L’OUEST felirata | 200 FCFA, köles, kukorica, banán és a rizs                                             | 2003. december 24. |
| 500 frank | 28 mm               | 2,35 mm             | 10,6 g              | központ: sárgaréz, gyűrű: kuprónikkel | érdes  | BCEAO logója, faragott dombormű, fűrészhal, BANQUE CENTRALE DES ETATS DE L’AFRIQUE DE L’OUEST felirata | 500 FCFA, földimogyoró, kakaó, kávé, és pamut                                          | 2003. december 24. |

## Bankjegyek
2012. november 30-án a nyugat-afrikai országok új 500 frankos bankjegyet bocsátottak ki. 2015. április 30-án a valutaközösség keleti államai új, hibrid 1000 és 2000 frankos bankjegyet bocsátottak ki.
A közép-afrikai államok 2020-ban új bankjegyeket bocsátanak ki.

### 2003-es nyugat-afrikai bankjegyek
| Kép      | Kép      | Névérték     | Méret          | Szín  | Leírás                                         | Leírás                  | Kibocsátás dátuma  |
| Előoldal | Hátoldal | Névérték     | Méret          | Szín  | Előoldal                                       | Hátoldal                | Kibocsátás dátuma  |
| -------- | -------- | ------------ | -------------- | ----- | ---------------------------------------------- | ----------------------- | ------------------ |
|          |          | 1000 frank   | 125 mm x 66 mm | vörös | gyógyszertár                                   | teve a Száhel-övezetben | 2003. december 15. |
|          |          | 2000 frank   | 66 mm x 130 mm | kék   | közlekedési eszközök, híd, stilizált fűrészhal | sügér                   | 2003. október 20.  |
|          |          | 5 000 frank  | 140 mm x 74 mm | zöld  | banán                                          | szavannai táj, antilop  | 2003. december 15. |
|          |          | 10 000 frank | 74 mm x 145 mm | lila  | @ jel, műhold                                  | touraco madarak         | ?                  |

### 2002-es közép-afrikai bankjegyek
| Kép      | Kép      | Névérték     | Méret | Szín   | Leírás                                                     | Leírás                     | Dátumok   | Dátumok    | Dátumok     |
| Előoldal | Hátoldal | Névérték     | Méret | Szín   | Előoldal                                                   | Hátoldal                   | Nyomtatás | Kibocsátás | Visszavonás |
| -------- | -------- | ------------ | ----- | ------ | ---------------------------------------------------------- | -------------------------- | --------- | ---------- | ----------- |
|          |          | 500 frank    | ?     | zöld   | tantermi jelenet, a diákok a francia B betűvel ismerkednek | nő, kunyhók                | 2002      | 2002       | forgalomban |
|          |          | 1000 frank   | ?     | kék    | fakitermelés, férfi                                        | terepmunka                 | 2002      | 2002       | forgalomban |
|          |          | 2000 frank   | ?     | szürke | gát, lány                                                  | bányászati jelenet         | 2002      | 2002       | forgalomban |
|          |          | 5 000 frank  | ?     | barna  | kikötő, férfi                                              | olajszivattyú-állomás      | 2002      | 2002       | forgalomban |
|          |          | 10 000 frank | ?     | ibolya | a BEAC főhadiszállásának épülete Yaoundében, Kamerunban    | közlekedés és kommunikáció | 2002      | 2002       | forgalomban |

### 2022-es közép-afrikai bankjegyek
| Kép      | Kép      | Névérték     | Méret         | Szín        | Leírás                                                                                         | Leírás | Dátumok   | Dátumok            | Dátumok     |
| Előoldal | Hátoldal | Névérték     | Méret         | Szín        | Előoldal                                                                                       | Hátoldal | Nyomtatás | Kibocsátás         | Visszavonás |
| -------- | -------- | ------------ | ------------- | ----------- | ---------------------------------------------------------------------------------------------- | --- | --------- | ------------------ | ----------- |
| -        | -        | 500 frank    | 125 x 65 mm   | zöld, sárga | Afrika stilizált körvonala gyémántban; a BEAC főhadiszállásának épülete Yaoundében, Kamerunban | mezőgazdaság, öntözőgép, traktor, szarvasmarha                                                               | 2020      | 2022. december 15. | forgalomban |
| -        | -        | 1000 frank   | 130 x 65 mm   | kék         | Afrika stilizált körvonala gyémántban; a BEAC főhadiszállásának épülete Yaoundében, Kamerunban | nő egészségügyi dolgozó vizsgálja a képernyőt, miközben a beteg fekszik az ágyban; egy nő a mikroszkópba néz | 2020      | 2022. december 15. | forgalomban |
| -        | -        | 2000 frank   | 135 x 70 mm   | vörös, zöld | Afrika stilizált körvonala gyémántban; a BEAC főhadiszállásának épülete Yaoundében, Kamerunban | buja dzsungel; repülő papagáj                                                                                | 2020      | 2022. december 15. | forgalomban |
| -        | -        | 5 000 frank  | 140 x 74,5 mm | zöld, sárga | Afrika stilizált körvonala gyémántban; a BEAC főhadiszállásának épülete Yaoundében, Kamerunban | antilopok, struccok és elefántok a mezőben a fákkal                                                          | 2020      | 2022. december 15. | forgalomban |
| -        | -        | 10 000 frank | ?             | kék         | Afrika stilizált körvonala gyémántban; a BEAC főhadiszállásának épülete Yaoundében, Kamerunban | tanár hét ülő gyermeket oktat; fiatal fiú érintőképernyős tabletet nézi                                      | 2020      | 2022. december 15. | forgalomban |